# (3068) Khanina
(3068) Khanina (1982 YJ1; 1955 UJ1; 1957 HB1; 1960 FG; 1970 EP3; 1975 VV6; 1978 SN1; 1978 TY1) ist ein ungefähr sieben Kilometer großer Asteroid des inneren Hauptgürtels, der am 23. Dezember 1982 von der ukrainischen (damals: Sowjetunion) Astronomin Ljudmyla Karatschkina am Krim-Observatorium (Zweigstelle Nautschnyj) auf der Halbinsel Krim (IAU-Code 095) entdeckt wurde.

## Benennung
(3068) Khanina wurde nach Frida Borissowna Chanina benannt, die von 1946 bis 1983 Mitarbeiter am Institute for Theoretical Astronomy war. Sie trug maßgeblich zu fast 40 Bänden des Ehfemeridy Malykh Planet bei und bestimmte die Bahndaten von hunderten Asteroiden.